# Olca
L'Olca est un volcan situé sur la frontière entre la Bolivie et le Chili. Mal connu, il est constitué de plusieurs bouches éruptives alignées sur plusieurs kilomètres et ayant émis des coulées de lave jusqu'à cinq kilomètres de longueur.

## Géographie
L'Olca est situé dans le Nord du Chili et dans le Sud-Ouest de la Bolivie, sur la frontière entre ces deux pays. Administrativement, il se trouve dans la province bolivienne de Nor Lípez du département de Potosí au nord et au sud dans la province chilienne d'El Loa de la région d'Antofagasta pour ce qui concerne l'est du volcan et dans la province du Tamarugal de la région de Tarapacá pour ce qui concerne son extrémité occidentale. Le volcan est entouré à l'ouest par le Cerro Michincha, à l'est par le Paruma, au nord et au sud-ouest par des salars et au sud-ouest par la mine d'Ujina.
Le volcan se présente sous la forme d'un alignement de bouches éruptives orientées est-ouest sur moins de quinze kilomètres de longueur. L'une d'entre elles constitue le point culminant avec 5 407 mètres d'altitude. De ces bouches éruptives ont été émises des coulées de lave dacitique et andésitique en direction du nord jusqu'à une distance de cinq kilomètres ainsi qu'en direction de l'ouest.

## Histoire
L'histoire éruptive de l'Olca est mal connue. Il a émis des coulées de lave durant l'Holocène et sa seule éruption connue s'est produite sur un des flancs de la montagne entre 1865 et 1867,.